# Free League Publishing
Free League Publishing, également connu sous son nom suédois Fria Ligan, est un éditeur de jeux basé à Stockholm, en Suède, créé en 2011. La société conçoit et édite des jeux de rôle sur table, des jeux de société et des livres basés sur des propriétés sous licence et des œuvres indépendantes. Leurs jeux incluent Alien : le jeu de rôle, Vaesen et Mörk Borg,.

## Historique
À la fermeture de l'éditeur de jeu de rôle suédois Järnringen en 2011, ses propriétaires contactent certains passionnés de jeux de rôle pour leur demander s'ils souhaitent reprendre le développement du jeu de rôle Svavelvinter, ce qui a conduit à la formation de Free League Publishing.
L'éditeur a mené une série de campagnes de financement participatif réussies. Entre 2015 et 2022, leurs campagnes Kickstarter ont rapporté 100 millions de couronnes suédoises ( soit environ 9 millions d'euros).

## Gammes
Plusieurs jeux de Free League Publishing utilisent le même système de jeu à base de dés à 6 faces nommé « Year Zero Engine ».

### Jeux de rôle
- Alien : le jeu de rôle[6] ( ENnie d'or du meilleur jeu en 2020[7]) ;
- Blade Runner : le jeu de rôle officiel, basé sur le film et sa suite[8],[9] (Ennie d'or pour la meilleure cartographie et meilleur mise en page et conception en 2023[10]) ;
- L'Anneau unique, deuxième édition[11] (ENnie d'or  pour les meilleurs illustrations d'intérieur en 2022) prenant place dans la Terre du Milieu de  J. R. R. Tolkien. Créé par le concepteur du jeu La Guerre de l'Anneau, Francesco Nepitello[12] ;
- Twilight: 2000, un jeu bac à sable dans un monde post-apocalyptique dans un univers alternatif dans lequel l'Union Soviétique ne s'est jamais effondrée et une guerre ouverte a eu lieu entre les deux blocs de la Guerre Froide[13] ;
- Vaesen, un jeu d'horreur nordique[14] basé sur l’œuvre de Johan Egerkrans (ENnie d'or pour les meilleurs illustrations intérieures en 2021[15] et son supplément sur la Grande-Bretagne et l'Irlande légendaires, ENnie d'or pour les meilleures illustrations intérieures et meilleur cadre de campagne en 2023[10]) ;
- Mörk Borg, un jeu de rôle fantastique grimdark[16] (ENnie d'argent pour le meilleur jeu 2020[17]) ;
- Tales from the Loop, jeu de rôle sur table situé dans un univers alternatif dans les années 1980 et basé sur l’œuvre de l'illustrateur Simon Stålenhag. Une suite, Things from the Flood, se situe dans les années 1990 ;
- The Electric State, un de rôle situé dans une Californie alternative des années 1990 et également basé sur l'œuvre de Simon Stålenhag ;
- Forbidden Lands, un jeu bac à sable fantastique de survie[18] (vainqueur de quatre ENnie Awards en 2019[19]) ;
- Mutant : Année Zéro, un jeu de rôle post-apocalyptique[20] (ENnie d'argent pour les meilleures règles en 2015[21]) ;
- Coriolis – The Third Horizon, un jeu de rôle dans l'espace (ENnie Judge's Spotlight Award en 2017[22]) ;
- Symbaroum, un jeu de rôle dans un univers fantastique rude[23],[24] ;
- Drakar och Demoner, une nouvelle édition d'un jeu de rôle suédois de 1982 aussi connu sous le nom de Dragonbane en Anglais ;
- The Walking Dead Universe Roleplaying Game, basé sur la série télévisée de la chaîne de télévision AMC : The Walking Dead.

### Jeu de société
- Crusader Kings, un jeu de plateau basé sur le jeu vidéo de stratégie Crusader Kings.

### Livres
Free League Publishing  a également publié les livres d'art Tales from the Loop, Things from the Flood et The Electric State de Simon Stålenhag, ainsi que l'édition illustrée de l'histoire de L'Appel de Cthulhu de H. P. Lovecraft de l'artiste français François Baranger.

## Récompenses
Free League Publishing a remporté le prix Éditeur de l'année des ENnie Awards en 2020, 2021, 2023 et 2024.